# Trowse with Newton
Trowse with Newton – civil parish w Anglii, w Norfolk, w dystrykcie South Norfolk. W 2011 civil parish liczyła 862 mieszkańców.